# Presidentes de Latinoamérica (serie de TV)
Presidentes de Latinoamérica es un ciclo documental de televisión ideado por el productor Marcos Sacchetti y conducido por Daniel Filmus, emitido en Argentina por los canales Encuentro y Televisión Pública Argentina y por televisoras de toda América y Europa. El unitario busca mostrar la vida y la gestión de los actuales presidentes latinoamericanos, desde una mirada social y humana a través de entrevistas, destacando sus acciones de gobierno y las aristas menos conocidas de sus vidas.

## Listado de programas emitidos
- Cristina Fernández de Kirchner, Expresidenta de Argentina
- Evo Morales Ayma, expresidente de Bolivia (Dos capítulos)
- Luiz Inácio Lula da Silva, expresidente de Brasil
- Michelle Bachelet Jeria, Expresidenta de Chile
- Álvaro Uribe Vélez, expresidente de Colombia
- Óscar Arias Sánchez, expresidente de Costa Rica
- Rafael Correa Delgado,  expresidente del Ecuador
- Daniel Ortega Saavedra, Presidente de Nicaragua
- Fernando Lugo Méndez, expresidente del Paraguay
- Tabaré Vázquez Rosas, expresidente del Uruguay
- José Mujica Cordano, expresidente del Uruguay
- Hugo Chávez Frías, expresidente de Venezuela